# Töplitz (Werder)
Töplitz ist ein Ortsteil der Stadt Werder (Havel) in Brandenburg. Der heutige Ortsteil entstand erst 1974 durch den Zusammenschluss der vorher selbständigen Gemeinden Alt Töplitz, Leest und Neu Töplitz. Töplitz wurde am 26. Oktober 2003 in die Stadt Werder (Havel) eingemeindet. Bis zur Gründung von Neu Töplitz wurde Alt Töplitz ebenfalls nur Töplitz genannt.

## Geografische Lage
Die Gemarkung Töplitz umfasst die komplette Insel Töplitz, im Westen auch die Havel bis etwa Flussmitte sowie im Nordwesten auch eine kleinere Landfläche westlich der Havel. Töplitz grenzt hier an Phöben, Schmergow (Ortsteil von Groß Kreutz (Havel)) und die Stadt Ketzin/Havel. Im Norden ist die Gemarkung durch den Sacrow-Paretzer Kanal begrenzt, und stößt hier an die Gemarkung von Uetz-Paaren (Ortsteil von Potsdam), im Osten (in der Wublitz) an die Gemarkungen von Grube und Golm (beide Orte sind Ortsteile der Stadt Potsdam), im Süden an die Kernstadt Werder (Havel), im Westen an Kemnitz und Phöben (beide Orte sind Ortsteile der Stadt Werder (Havel)).

## Geschichte
Die Geschichte der Gemeinde Töplitz reicht im Grunde nur bis 1974 zurück, als sich die Gemeinden Alt Töplitz, Leest und Neu Töplitz am 14. März 1974 zur neuen Gemeinde Töplitz zusammenschlossen. Bereits zum 1. Januar 1957 war die Gemeinde Göttin nach Neu Töplitz eingemeindet worden. Davor ist es die Geschichte der Einzelgemeinden, die jedoch viele Gemeinsamkeiten aufweist. Alle waren bis Anfang des 14. Jahrhunderts in den Besitz des Klosters Lehnin gekommen.
- Alt Töplitz. Der Ort hieß vor der Entstehung von Neu Töplitz nur Töplitz. Der Name Töplitz taucht 1313 erstmals in den Urkunden auf, als der Pfarrer Wromold von Töplitz bei einer Güterübertragung des Johann von Bredow an den Kaland in Spandau als Zeuge auftrat.[2] Herzog Rudolph von Sachsen verkaufte 1321 seine Rechte als Oberlehensherr an Töplitz um 10 Mark an das Kloster Lehnin. Sein Lehensmann war Henning v. Gröben, der das Dorf von einem Ritter Arnold v. Sack gekauft hatte.[3] Die Brüder Henning und Nikolaus v. Gröben verzichteten 1324 auf alle Rechte an (Alt) Töplitz.[4]
- Göttin. Das kleine Dorf war bis 1318 markgräflich-brandenburgischer Besitz; Markgraf Waldemar schenkte in diesem Jahr den Werder Töplitz dem Kloster Lehnin.[5]
- Leest. 1339 erwarb das Kloster Lehnin Leest von der Familie v. Sticken.[6]
- Neu Töplitz. Entstand erst Ende des 17. Jahrhunderts, als hier einige Schweizer Familien angesiedelt wurden. Zuvor existierte hier im 15. Jahrhundert ein Wirtschaftshof des Klosters Lehnin, später ein Vorwerk des Amtes Lehnin. Im Laufe des 18. Jahrhunderts bürgerte sich der Name Neu Töplitz im Unterschied zu Alt Töplitz ein.

Um 1973 schloss sich die GPG „Mitschurin“ in Töplitz an die ZBE (Zwischenbetriebliche Einrichtung) „Gewächshauswirtschaft“ Werder an. 1976 ging der Bereich Obstbau der GPG zur ZBE „Obstproduktion“ Satzkorn-Fahrland und 1979 schloss sich auch der Bereich Vieh- und Feldwirtschaft der ZBE Satzkorn-Fahrland an. 1986 wurde die ZBE Satzkorn-Fahrland an die LPG „Obstproduktion“ Marquardt angeschlossen.

### Politische Geschichte

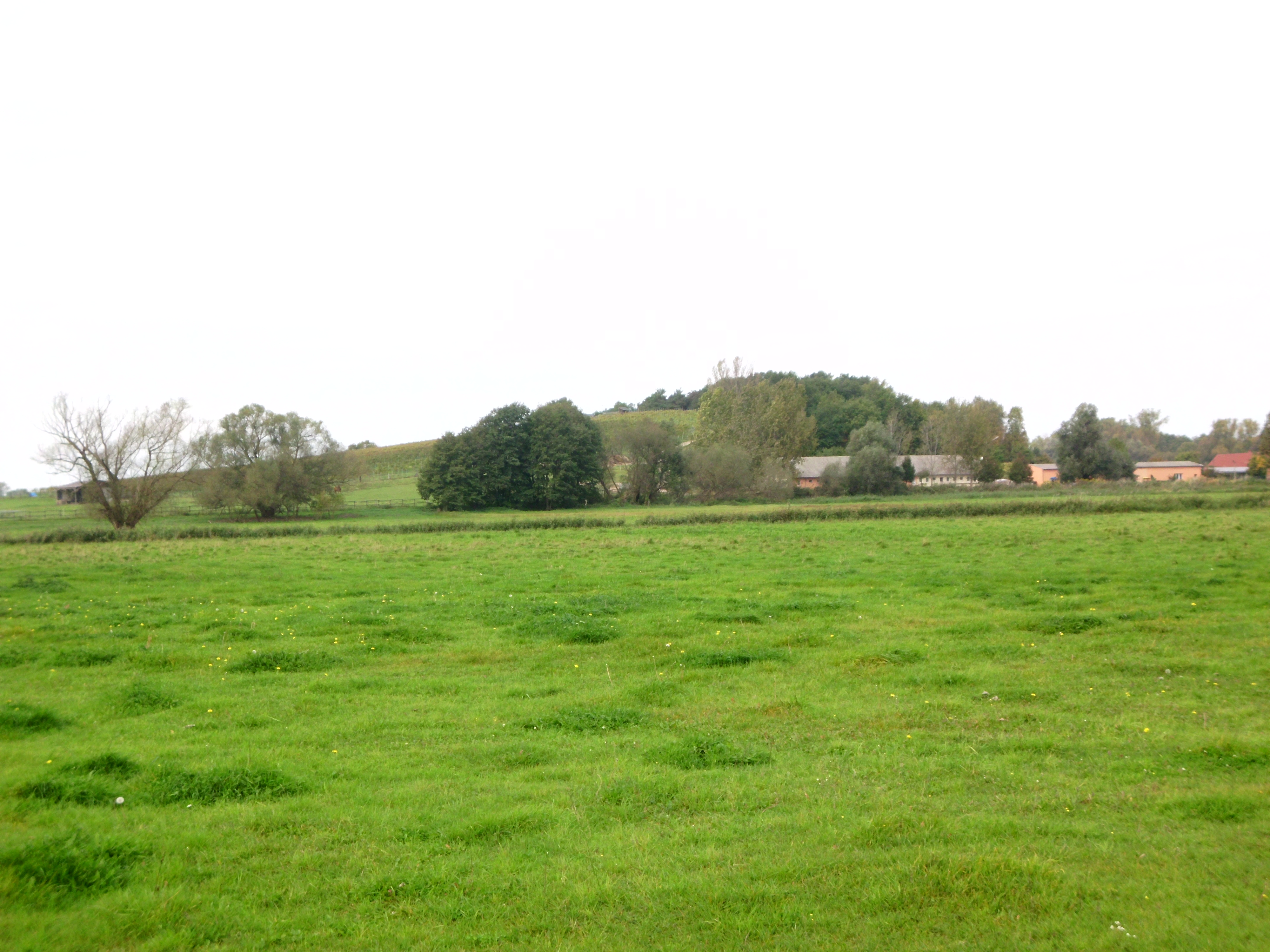
Alter Weinberg bei Neu Töplitz

Im Jahr 1974 gehörte die neue Gemeinde Töplitz mit den Ortsteilen Alt Töplitz, Leest und Neu Töplitz zum Kreis Potsdam-Land im Bezirk Potsdam der DDR. 1992 schloss sich Töplitz mit Bliesendorf, Glindow, Grube, Golm, Kemnitz, Phöben und Plötzin zum Amt Werder zusammen. 1993 wurde der Kreis Potsdam-Land aufgelöst und mit geringen Gebietskorrekturen mit dem Kreis Belzig zum Landkreis Potsdam-Mittelmark zusammengeschlossen. Die Gemeinden des Amtes Werder wurden ab 1993 sukzessive in die Landeshauptstadt Potsdam und in die Stadt Werder (Havel) eingegliedert. Zum 26. Oktober 2003 folgte auch Töplitz, das seither ein Ortsteil der Stadt Werder (Havel) ist. Die bisherigen Ortsteile sind heute nur noch Wohnplätze. Gleichzeitig wurde das Amt Werder aufgelöst.

### Kirchliche Geschichte
Auf der Insel gab es im Mittelalter und frühen Neuzeit nur die Kirche in (Alt) Töplitz. Die anderen Orte waren nach (Alt) Töplitz eingepfarrt. Auch heute besteht der Pfarrbereich Alt Töplitz.

### Bevölkerungsentwicklung
| Jahr      | 1981 | 1991 | 2001 |
| --------- | ---- | ---- | ---- |
| Einwohner | 1309 | 1348 | 1857 |

- Quelle:[1]

## Denkmale
Die Denkmalliste des Landes Brandenburg Landkreis Potsdam-Mittelmark verzeichnet für Töplitz insgesamt vier Baudenkmale und 30 Bodendenkmale. Davon entfallen auf Göttin drei Bodendenkmale. Alt Töplitz weist allein 14 Bodendenkmale auf, Leest acht und Neu Töplitz fünf Bodendenkmale. Die vier Baudenkmale sind für Töplitz ausgewiesen.

## Wappen
Das früher als Dienstsiegel geführte Gemeindewappen, das mit der Eingliederung in die Stadt Werder (Havel) aus der Deutschen Wappenrolle gelöscht wurde, hat seit Oktober 2023 wieder Gültigkeit erlangt.

### Beschreibung
Über blauem Wellenschildfuß, überhöht von einem silbernen Wellenbalken, ein von silber und rot schräglinksgeteilter Schild, darin oben drei bewurzelte, pfahlweise nebeneinander gestellte Pappeln und unten eine silberne Kirche.